# Línea RER A
La línea RER A atraviesa el área metropolitana de París de este a oeste con varias ramificaciones. Es la primera que se abrió de la Red Exprés Regional cuando se creó la misma.

## Historia
Tras muchos años de estudios, la construcción comenzó el 6 de julio de 1961 con la inauguración de la línea A el 14 de diciembre de 1969 del tramo Nation - Boissy-Saint-Léger. Este tramo parte de una nueva estación subterránea bajo la plaza Nation y utiliza la antigua línea de Vincennes hasta Boissy-Saint-Léger. El tramo de esta antigua línea desde Boissy-Saint-Léger a Verneuil-l'Étang ha caído en el abandono.
Unas semanas más tarde se abrió un segundo tramo subterráneo entre Charles de Gaulle-Étoile y La Défense, que se prolongó al este hasta una nueva estación subterránea, Auber, el 23 de noviembre de 1971.
El 1 de octubre de 1972 se prolongó desde La Défense hacia el oeste utilizando, a partir de Nanterre, la antigua línea de París a Saint-Germain-en-Laye de 1837, reelectrificada por catenaria a 1500 V CC.
Finalmente, el 9 de diciembre de 1977 se abrió el tramo Auber - Nation atravesando el centro de París de forma subterránea, con la nueva estación de Châtelet-Les Halles donde se creó un gran intercambiador Metro-RER y Gare de Lyon, complejo subterráneo bajo la estación del mismo nombre de grandes líneas. Así los dos tramos de la línea A quedaban unidos completando el primitivo trazado.
Unos años después se le añadieron ramificaciones:
- Al este para dar servicio a Marne-la-Vallée y el Parque Disneyland Paris. En diciembre de 1980 se abrió el primer tramo hasta Torcy (entonces Torcy-Marne-la-Vallée) y en 1992 se prolongó hasta Marne-la-Vallée dando servicio al Parque Disneyland París. En este tramo se abrió una estación intermedia en 1992, y no sería hasta 2001 cuando se abrió la última estación nueva de línea A, Val d'Europe.
- Al oeste para dar servicio a Cergy y Poissy a partir de la estación de Nanterre-Préfecture, divergiendo las ramificaciones a cada uno de estos municipios al oeste de Maisons-Laffitte. Esta ramificación se incorporó el 29 de mayo de 1988, ampliándose una de las ramas a la nueva estación de Cergy-Le Haut en 1994.
La línea A es la línea de transporte suburbano con mayor densidad de tráfico ferroviario y mayor demanda en el mundo excluido Japón. Más de un millón de viajeros son transportados en días laborables. Esta afluencia ha saturado rápidamente la línea, equipada al principio de un sistema de señalización BAL hasta que la RATP delegó a SIEMENS la realización de un nuevo sistema de señalización y ayuda a la conducción, el SACEM, en funcionamiento de 1989. Esto ha permitido aumentar sensiblemente la frecuencia en horas puntas. La puesta en servicio de los trenes MI2N "Alteo" (Z20K) de dos pisos ha permitido aumentar la capacidad de la línea.
Sin embargo, visto el aumento de demanda, se justificaba la construcción de la línea E de RER, prácticamente duplicación de la línea A. El proyecto de ampliación hipotética al oeste aligeraría la línea A y doblar la frecuencia de trenes a Cergy y Poissy.

## Trazado

Trazado geográfico de la línea A

- Tramo central: Vincennes <> Nanterre-Préfecture
- A1: Nanterre-Préfecture <> Saint-Germain-en-Laye
- A2: Vincennes <> Boissy-Saint-Léger
- A3: Nanterre-Préfecture <> Cergy-Le Haut
- A4: Vincennes <> Torcy <> Marne la Vallée-Chessy
- A5: Nanterre-Préfecture <> Poissy

### Lista de estaciones
De oeste a este:
|    |   |   |   |    | estaciones                                  | zona | municipio                                 | correspondencias                   |
| -- | - | - | - | -- | ------------------------------------------- | ---- | ----------------------------------------- | ---------------------------------- |
|    |   |   | o | A3 | Cergy-Le Haut                               | 5    | Cergy, Courdimanche                       |                                    |
|    |   |   | o |    | Cergy-Saint-Christophe                      | 5    | Cergy                                     |                                    |
|    |   |   | o |    | Cergy-Préfecture                            | 5    | Cergy                                     |                                    |
|    |   |   | o |    | Neuville-Université                         | 5    | Neuville-sur-Oise, Éragny                 |                                    |
|    |   |   | o |    | Conflans-Fin-d'Oise                         | 5    | Conflans-Sainte-Honorine                  |                                    |
|    |   |   | o |    | Achères-Ville                               | 5    | Achères                                   |                                    |
| A5 | o |   |   |    | Poissy                                      | 5    | Poissy                                    |                                    |
|    | o |   |   |    | Achères - Grand-Cormier                     | 5    | Saint-Germain-en-Laye                     |                                    |
|    |   |   | o |    | Maisons-Laffitte                            | 4    | Maisons-Laffitte                          |                                    |
|    |   |   | o |    | Sartrouville                                | 4    | Sartrouville                              |                                    |
|    |   |   | o |    | Houilles-Carrières-sur-Seine                | 4    | Houilles, Carrières-sur-Seine             |                                    |
| A1 | o |   |   |    | Saint-Germain-en-Laye                       | 4    | Saint-Germain-en-Laye                     |                                    |
|    | o |   |   |    | Le Vésinet - Le Pecq                        | 4    | Le Vésinet, Le Pecq                       |                                    |
|    | o |   |   |    | Le Vésinet-Centre                           | 4    | Le Vésinet                                |                                    |
|    | o |   |   |    | Chatou - Croissy                            | 4    | Chatou, Croissy-sur-Seine                 |                                    |
|    | o |   |   |    | Rueil-Malmaison                             | 3    | Rueil-Malmaison                           |                                    |
|    | o |   |   |    | Nanterre-Ville                              | 3    | Nanterre                                  |                                    |
|    | o |   |   |    | Nanterre-Université                         | 3    | Nanterre                                  |                                    |
|    |   | o |   |    | Nanterre-Préfecture                         | 3    | Nanterre                                  |                                    |
|    |   | o |   |    | La Défense · Grande Arche                   | 3    | Puteaux, Courbevoie                       |                                    |
|    |   | o |   |    | Charles de Gaulle - Étoile                  | 1    | VIII Distrito/XVI Distrito /XVII Distrito |                                    |
|    |   | o |   |    | Auber                                       | 1    | IX Distrito                               |                                    |
|    |   | o |   |    | Châtelet - Les Halles                       | 1    | I Distrito                                |                                    |
|    |   | o |   |    | París-Lyon                                  | 1    | XII Distrito                              | TGV, Thello Borgoña-Franco Condado |
|    |   | o |   |    | Nation                                      | 1    | XI Distrito/XII Distrito                  |                                    |
|    |   | o |   |    | Vincennes                                   | 2    | Vincennes                                 |                                    |
|    | o |   |   |    | Fontenay-sous-Bois                          | 3    | Fontenay-sous-Bois                        |                                    |
|    | o |   |   |    | Nogent-sur-Marne                            | 3    | Nogent-sur-Marne                          |                                    |
|    | o |   |   |    | Joinville-le-Pont                           | 3    | Joinville-le-Pont                         |                                    |
|    | o |   |   |    | Saint-Maur - Créteil                        | 3    | Saint-Maur-des-Fossés                     |                                    |
|    | o |   |   |    | Le Parc de Saint-Maur                       | 3    | Saint-Maur-des-Fossés                     |                                    |
|    | o |   |   |    | Champigny · Saint-Maur                      | 3    | Saint-Maur-des-Fossés                     |                                    |
|    | o |   |   |    | La Varenne - Chennevières                   | 3    | Saint-Maur-des-Fossés                     |                                    |
|    | o |   |   |    | Sucy - Bonneuil                             | 4    | Sucy-en-Brie                              | 393                                |
| A2 | o |   |   |    | Boissy-Saint-Léger                          | 4    | Boissy-Saint-Léger                        |                                    |
|    |   |   | o |    | Val de Fontenay                             | 3    | Fontenay-sous-Bois                        |                                    |
|    |   |   | o |    | Neuilly-Plaisance                           | 3    | Neuilly-Plaisance                         |                                    |
|    |   |   | o |    | Bry-sur-Marne                               | 4    | Bry-sur-Marne, Noisy-le-Grand             |                                    |
|    |   |   | o |    | Noisy-le-Grand - Mont d'Est                 | 4    | Noisy-le-Grand                            |                                    |
|    |   |   | o |    | Noisy - Champs · Champy - Nesles            | 4    | Noisy-le-Grand, Champs-sur-Marne          |                                    |
|    |   |   | o |    | Noisiel · Le Luzard                         | 5    | Noisiel                                   |                                    |
|    |   |   | o |    | Lognes · Le Mandinet                        | 5    | Lognes                                    |                                    |
|    |   |   | o |    | Torcy                                       | 5    | Torcy                                     |                                    |
|    |   |   | o |    | Bussy-Saint-Georges                         | 5    | Bussy-Saint-Georges                       |                                    |
|    |   |   | o |    | Serris-Montévrain-Val d'Europe              | 5    | Serris, Montévrain                        |                                    |
|    |   |   | o | A4 | Marne la Vallée - Chessy · Parcs Disneyland | 5    | Chessy                                    | TGV Eurostar                       |

## Proyectos
No hay ningún proyecto oficial por ahora.
En el futuro, la línea RER A podría ser prolongada más allá de Marne la Vallée-Chessy hasta Esbly y Montbard TGV, para mejorar los enlaces entre Marne-la-Vallée y Meaux, y crear una nueva correspondencia con la línea E (esta última se prolongaría igualmente hasta Meaux) y un posible tren-tram entre Esbly y Crécy-la-Chapelle. Esta prolongación permitiría llegar a los Parques Disneyland París mediante la línea E, hasta Esbly y Montbard TGV, sin pasar por Châtelet-Les Halles ni Val de Fontenay.

## Explotación de la línea
Compartida entre SNCF y RATP. La primera opera los ramales de Cergy y Poissy (A3 y A5) y la segunda los ramales restantes y el tramo central. Esto es debido a la propiedad de los tramos ferroviarios previos a la unificación y creación de la red RER. 

### Material móvil utilizado
Los tramos operados por una y por otra compañía tienen electrificación diferente, lo que ha llevado a la compra de material móvil bitensión de interconexión para operar en los ramales A3 y A5.
La línea RER A está explotada con 4 tipos de trenes
- MS 61 (monotensión 1500 V CC)
- MI 84 (bitensión 1500 V CC / 25 KV CA)
- MI 2N (bitensión 1500 V CC / 25 KV CA)
- MI 09 (bitensión 1500 V CC / 25 KV CA)

Todos ellos pertenecen a la RATP, no hay material común como en el caso de la línea B donde RATP y SNCF comparten las unidades MI 79.

### Ramales
Globalmente, hay dos tipos de servicios:
- A1 <-> Tramo común <-> A2: MS 61
- A3 / A5 <-> Tramo común <-> A4: MI 84 y MI 2N
En horas valle, los trenes "ómnibus" A3 <> A4 y A5 <> A4 circulan cada 20 min y los trenes "ómnibus" A1 <> A2 cada 10 min.
En horas punta, la explotación es muy compleja, con una frecuencia media de 2 min en el tramo común en el sentido de mayor demanda (este>oeste por la mañana, oeste>este por la tarde) y un tren cada 2 min 30 en el otro sentido. El ramal A2 es el mejor cubierto en hora punta.

### Nombres de los servicios
La primera letra mostrada en el frontal del tren y anunciada en los teleindicadores corresponde a la estación de destino:
- B = La Défense (si hay ruptura de interconexión)
- C = Auber (excepcional)
- D = Noisy-le-Grand - Mont d'Est
- J = Nanterre-Préfecture (si hay ruptura de la interconexión)
- N = Boissy-Saint-Léger
- O = Torcy
- P = Nation (excepcional)
- Q = Marne la Vallée-Chessy
- R = La Varenne - Chennevières
- T = Poissy
- U = Cergy-Le Haut
- W = Tren vacío (no admite viajeros)
- X = Le Vésinet-Le Pecq
- Y = Rueil-Malmaison
- Z = Saint-Germain-en-Laye

La segunda letra corresponde a las estaciones donde efectúa parada. Si es una E, el tren es "ómnibus", es decir, efectúa parada en todas las estaciones de su recorrido (criterio válido sólo en el eje A1 <> A2)
La tercera y cuarta letra permiten formar un nombre pronuciable. Cambian cuando el contador siguiente al nombre del servicio llega al máximo (01 a 99 hacia el oeste, 02 a 98 hacia el este). Dos trenes cuyas dos primeras letras son idénticas, efectúan parada en las mismas estaciones, por ejemplo ZEUS y ZEMA o NELY, NEGE y NEMO. Si las letras son ZZ, significa que las paradas del servicio han sido modificadas por alguna razón, a menudo un problema técnico que perturba el tráfico y el tren efectúa parada en todas las estaciones hasta el terminal que indica la primera letra. Así un tren NZZZ ha salido de Saint-Germain-en-Laye y se ha transformado en ómnibus hasta Boissy-Saint-Léger.

### Códigos de trenes
En orden alfabético:
BABY: Marne-la-Vallée - Chessy > la Défense, no para en Lognes, Noisiel ni Bry-sur-Marne.
BETY: "Ómnibus" Boissy-Saint-Léger > la Défense.
BIPE: Marne-la-Vallée - Chessy > la Défense, no para en Val d'Europe, Bussy-Saint-Georges, Lognes ni Noisy-Champs.
DROP: Cergy-le-Haut > Noisy-le-Grand - Mont d'Est, no para en Houilles ni Maisons-Laffitte.
DJIN: "Ómnibus" Poissy > Noisy-le-Grand - Mont d'Est.
DYNO: "Ómnibus" la Défense > Noisy-le-Grand - Mont d'Est.
NAGA: Saint-Germain-en-Laye > Boissy-Saint-Léger, no para en Nanterre-Ville ni Nanterre-Préfecture.
NEGE, NELY, NEMO: "Ómnibus" Saint-Germain > Boissy-Saint-Léger.
NICO: "Ómnibus" Poissy > Boissy-Saint-Léger.
NYON: Saint-Germain-en-Laye > Boissy-Sant-Léger, no para en le Vésinet-Centre ni Chatou-Croissy
ODET: Cergy-le-Haut > Torcy, no para en Maisons-Laffitte ni Houilles.
OFRE: Cergy-le-Haut > Torcy, no para en Maisons-Laffitte, Houilles, Noisiel ni Lognes.
OLAF: La Défense > Torcy, no para en Neuilly-Plaisance ni Bry-sur-Marne.
OPEN, OPPE y OPUS: "Ómnibus" Cergy-le-Haut > Torcy.
ORBI y ORKA: "Ómnibus" La Défense > Torcy
QAHA: Poissy > Marne-la-Vallée - Chessy, no para en Sartrouville, Bry-sur-Marne, Noisiel ni Lognes.
QENO: Poissy > Marne-la-Vallée - Chessy, no para en Neuilly-Plaisance ni Bry-sur-Marne.
QHIR: La Défense > Marne-la-Vallée - Chessy, no para en Neuilly-Plaisance ni Bry-sur-Marne.
QIKY y QIWI: Cergy-le-Haut > Marne-la-Vallée - Chessy, no para en Neuilly-Plaisance ni Bry-sur-Marne.
QLOE: Cergy-le-Haut > Marne-la-Vallée - Chessy, no para en Maisons-Laffitte ni Houilles.
QUDO: "Ómnibus" Poissy > Marne-La-Vallée - Chessy.
QMAR: Poissy > Marne-la-Vallée, no para en Bussy-Saint-Georges ni Val d'Europe.
QSAR: Cergy-le-Haut > Marne-la-Vallée - Chessy, no para en Maisons-Laffitte, Houilles, Bussy-Saint-Georges ni Val d'Europe.
QRAB: Poissy > Marne-la-Vallée - Chessy, no para en Sartrouville, Neuilly-Plaisance ni Bry-sur-Marne.
QYAN: "Ómnibus" Cergy-Le-Haut > Marne-La-Vallée - Chessy (tardes).
QYEN: "Ómnibus" Cergy-Le-Haut > Marne-La-Vallée - Chessy (mañanas).
RHIN: Vésinet-le-Pecq > La Varenne-Chennevières, no para en Nanterre-Préfecture, Vincennes ni Fontenay-sous-Bois.
ROBI: "Ómnibus" Vésinet-le-Pecq > la Varenne-Chennevières.
RUDI: Vésinet-le-Pecq > la Varenne-Chennevières, no para en le Vésinet-Centre ni Chatou-Croissy.
TATI: Marne-la-Vallée - Chessy > Poissy, no para en Val d'Europe, Bussy-Saint-Georges, Lognes, Noisy-Champs ni Sartrouville.
TERI: "Ómnibus" Marne-la-Vallée - Chessy > Poissy.
TIKY: Marne-la-Vallée - Chessy > Poissy, no para en Bry-sur-Marne ni Neuilly-Plaisance.
UBAN: "Ómnibus" Torcy > Cergy-le-Haut.
UCLA: Marne-la-Vallée - Chessy > Cergy-le-Haut, no para en Val d'Europe, Bussy-Saint-Georges, Lognes, Noisy-Champs ni Sartrouville.
UGIN: Marne-la-Vallée - Chessy > Cergy-le-Haut, no para en Bry-sur-Marne, Neuilly-Plaisance, Houilles ni Maisons-Laffitte.
UJIK: Marne-la-Vallée - Chessy > Cergy-le-Haut, no para en Houilles ni Maisons-Laffitte.
UNIR: Marne-la-Vallée - Chessy > Cergy-le-Haut, no para en Lognes, Noisiel, Bry-sur-Marne, Houilles ni Maisons-Laffitte.
UPAC, UPAL, UPIR: "Ómnibus" Marne-la-Vallée - Chessy > Cergy-le-Haut.
UXOL: Noisy-Le-Grand - Mont d'Est > Cergy-le-Haut, no para en Houilles ni Maisons-Laffitte.
XOUD: "Ómnibus" Boissy-Saint-Léger > Vésinet-le-Pecq.
XUTI: Boisy-Saint-Léger > Vésinet-le-Pecq, no para en Nanterre-Ville.
YRIS: Torcy > Rueil-Malmaison, no para en Bry-sur-Marne, Neuilly-Plaisance ni Nanterre-Préfecture.
YVAN: "Ómnibus" Marne-la-Vallée - Chessy > Rueil-Malmaison.
ZARA: la Varenne-Chennevières > Saint-Germain-en-Laye, no para en Chatou-Croissy ni le Vésinet-Centre por la mañana.
ZEBU, ZEMA y ZEUS: "Ómnibus" Boissy-Saint-Léger > Saint-Germain-en-Laye.
ZHAN: la Varenne-Chennevières > Saint-Germain-en-Laye, no para en Fontenay-sous-Bois, Vincennes, Nanterre-Préfecture, Chatou-Croissy ni le Vésinet-Centre.
ZINC: La Varenne-Chennevières > Saint-Germain-en-Laye, no para en Fontenay-sous-Bois, Vincennes, Chatou-Croissy ni Le Vésinet-Centre.

#### Códigos en caso de ruptura de interconexión
Si la interconexión RATP/SNCF en Nanterre-Préfecture se rompe, los trenes muestran los siguientes códigos:
BORE y BOUL: "Ómnibus" Marne-la-Vallée - Chessy > La Défense.
DILA: "Ómnibus" Rueil-Malmaison > Noisy le Grand - Mont d'Est.
JOLE: "Ómnibus" Poissy > Nanterre-Préfecture.
ORLY: "Ómnibus" La Défense > Torcy.
OVEN: "Ómnibus" Rueil-Malmaison > Torcy.
QHIR: La Défense > Marne-la-Vallée - Chessy, no para en Neuilly-Plaisance ni Bry-sur-Marne.
QODE: "Ómnibus" La Défense > Marne-la-Vallée - Chessy.
TOLE: "Ómnibus" Nanterre-Préfecture > Poissy.
XANO: Boissy-Saint-Léger > Vésinet-le-Pecq, no para en Nanterre-Préfecture.

### Explotación por horas
En función del momento del día, la línea ofrece diferentes servicios.
1. En hora punta por la mañana cada uno de estos trenes circula con una frecuencia de 10 min: XUTI, ZARA, UNIR, UCLA, YRIS, OFRE, QENO, NYON y RHIN.
2. En hora punta por la tarde cada uno de estos trenes circula con una frecuencia de 10 min: DROP, QAHA, NAGA, RUDI, OLAF, TIKY, XOUD, UXOL, ZHAN.
3. En hora valle circulan cada 20 min los trenes QYEN, UBAN, OKEY y TERI y cada 10 min los trenes ZEUS y NEGE. Lo cual da una frecuencia de:
- 5 min en el tramo central (Nanterre-Préfecture <> Vincennes).
- 10 min en las ramas A1, A2, A4 y el tramo común A3/A5.
- 20 min en las ramas A3 y A5.